# Catoria tenax
Catoria tenax är en fjärilsart som beskrevs av Louis Beethoven Prout 1929. Catoria tenax ingår i släktet Catoria och familjen mätare. Inga underarter finns listade i Catalogue of Life.